# Halca
Halca (japanisch ハルカ Haruka, Eigenschreibweise halca; * 7. Juli 1989) ist eine japanische Sängerin.
Einige ihrer Lieder dienten als Abspanntitel für Anime-Fernsehserien wie Keine Cheats für die Liebe, Kaguya-sama: Love is War, Rental Girlfriend und Ace Attorney.

## Biografie
Bereits seit ihrer Kindheit interessierte sich Halca für Musik. Das Interesse an Musik wurde gestärkt, als sie eine CD der japanischen Sängerin Yui geschenkt bekommen hat. In der Mittelschule kam sie erstmals mit Anime-Musik in Berührung. Obwohl Serien wie Cardcaptor Sakura und Toradora! einen Einfluss aus sie ausgewirkt hatten, war es das Lied Kiss Kara Hajimaru Miracle aus der Animeserie Steel Angel Kurumi, welche sie als ihr Lieblings-Musikstück betrachtet. Sie trat in den Schulchor und dem Theater-Klub ihrer Schule bei, um ihre Stimme trainieren zu können.
Nachdem sie sich dazu entschieden hatte, eine Laufbahn als Sängerin zu starten, nahm Halca an mehreren Vorsingen teil. Beim Utakatsu!-Vorsingen, welches auf Anime-Musik spezialisiert ist, gewann sie im Jahr 2013 den Hauptpreis. Obwohl sie durch den Gewinn des Contests einen Plattenvertrag mit Sacra Music unterzeichnete, arbeitete sie bis zu ihrem Major-Debüt weiter an ihrer Stimme. Im Jahr 2017 begleitete sie die Musikerin Chico, die durch ihre Arbeit mit der Gruppe HoneyWorks Bekanntheit erlangen konnte, als Opening-Act auf deren Konzertreise. Während dieser Tournee wurde das Mini-Album White Disc verkauft. Nach der Teilnahme an der Tournee veröffentlichte Halca mit Kimi no Sora ihr erstes Stück, welches auf einem Kompilation-Album zum zehnjährigen Jubiläum des Onlineverlages Noichigo gepresst wurde. Ein weiteres Stück, Resonator, ist auf dem Soundtrack-Album zur Serie Beatless zu finden.
Im Jahr 2018 startete Halca schließlich ihre musikalische Karriere als Major-Künstlerin. Das Lied Kimi no Tonari, welches zugleich ihre Major-Debütsingle darstellt, wurde als Abspanntitel zur Anime-Fernsehserie Keine Cheats für die Liebe genutzt. Um die Herausgabe der Debütsingle zu feiern, legte ihr Label das Mini-Album für ein spezielles Event neu auf. Im Oktober gleichen Jahres erschien mit Starting Blue ihre zweite Single. Diese ist im Abspann der zweiten Staffel des Anime Ace Attorney zu hören. Ihre dritte Single Sentimental Crisis, erschienen im Februar 2019, wurde als Abspanntitel in der Anime-Fernsehserie Kaguya-sama: Love is War genutzt.
Am 12. Februar 2020 erschien mit Assortrip ihr Debütalbum über Sacra Music. Es stieg auf Platz 39 in den japanischen Albumcharts von Oricon ein und verblieb zwei Wochen lang in der Listung. Im September desselben Jahres veröffentlichte Halca mit Kokuhaku Bungee Jump ihre vierte Single, die im Abspann der ersten Staffel der Animeserie Rental Girlfriend zu hören ist.

## Diskografie
- 2017: White Disc (Mini-Album, Sacra Music, 2018 neu aufgelegt)
- 2018: Kimi no Tonari (Single, Sacra Music)
- 2018: Starting Blue (Single, Sacra Music)
- 2019: Sentimental Crisis (Single, Sacra Music)
- 2020: Assortrip (Album, Sacra Music)
- 2020: Kokuhaku Bungee Jump (Single, Sacra Music)